# Eleonora Kaminskaitė
Eleonora Kaminskaitė, född den 29 januari 1951 i Stakliškės i Litauen, död 9 februari 1986 en sovjetisk roddare.
Hon tog OS-brons i dubbelsculler i samband med de olympiska roddtävlingarna 1976 i Montréal.